# J'oublierai
Albums de Marie-Pier Perreault
Où la route mène
(2004)
J'oublierai est le troisième album en studio de la chanteuse québécoise Marie-Pier Perreault, sorti en magasin le 16 octobre 2007 composé que de titres originaux. Parmi les collaborateurs de cet album, nous retrouvons Catherine Major, Frédérick Baron, Florence K, Marc Dupré, Nelson Minville, Martine Pratte et plusieurs autres.

## Titres
| No  | Titre               | Durée |
| --- | ------------------- | ----- |
| 1.  | Invite-moi          | 3:30  |
| 2.  | C'est dans tes yeux | 3:32  |
| 3.  | J'oublierai         | 3:44  |
| 4.  | C'est autrement     | 3:19  |
| 5.  | Je veux savoir      | 3:21  |
| 6.  | Je manque de nous   | 3:34  |
| 7.  | De fil en aiguille  | 3:27  |
| 8.  | Parle               | 3:34  |
| 9.  | Là où tu vas        | 3:57  |
| 10. | Malgré les larmes   | 4:14  |
| 11. | Trouver sa voie     | 3:14  |
| 12. | À toi               | 5:04  |